# Mikhail Baryshnikov
Mihail Nyikolajevics Barisnyikov (oroszul: Михаил Николаевич Барышников) (Riga, 1948. január 27. –) orosz születésű amerikai balett-táncos, koreográfus, filmszínész. Neve lett átírásban Mihails Barišņikovs.

## Élete
Orosz szülők gyermekeként Rigában született. Tanulmányait a rigai balettintézetben kezdte. 15 éves korában került Leningrádba, ahol három év múlva, 18 évesen már a Kirov Balett szólótáncosa lett. 1974-ben emigrált az Amerikai Egyesült Államokba. Táncolt a világ legismertebb balett társulataiban.
- 1979–80 között New York város Balett Társulatának magántáncosa volt.
- 1980–89 között az Amerikai Balett Színház művészeti vezetőjeként dolgozott.
- 1990–2002 között az M. Moris balett-társaság balettmestere (White Oak Dance Project) volt.

Balettművészi tevékenysége mellett 1980 óta különböző amerikai tévétársaságok műsorvezetője, szerepelt filmekben, és rendezett a Broadway-n.